# The Outsider (série télévisée)
Pour les articles homonymes, voir The Outsider.
The Outsider ou L’Outsider au Québec est une mini-série dramatique américaine en dix épisodes d'environ 55 minutes, créée par Richard Price et diffusée entre le 12 janvier et le 8 mars 2020 sur la chaîne HBO et en simultané sur HBO Canada. Il s’agit de l’adaptation du roman du même nom de Stephen King (2018).
En France, elle est diffusée le lendemain, entre le 13 janvier et le 9 mars 2020 sur OCS City. Au Québec, entre le 15 janvier et le 11 mars 2020 à Super Écran.

## Synopsis
Un garçon de 11 ans est retrouvé mort. Le corps mutilé de celui-ci gît dans la forêt d’une petite ville de Géorgie. La police suspecte Terry Maitland, un entraîneur de baseball connu dans la ville et respecté de tous. Mais les vidéos de surveillance le montrent dans deux endroits différents le jour où l’assassinat aurait été commis.

## Distribution

### Acteurs principaux
- Ben Mendelsohn (VF : Julien Kramer) : l’inspecteur Ralph Anderson
- Bill Camp (VF : Emmanuel Jacomy) : Howard Salomon
- Jeremy Bobb (VF : Gérard Darier) : Alec Pelley
- Julianne Nicholson (VF : Marie Chevalot) : Glory Maitland
- Mare Winningham (VF : Brigitte Aubry) : Jeannie Anderson
- Paddy Considine (VF : Arnaud Arbessier) : Claude Bolton
- Yul Vazquez (VF : Loïc Houdré) : Yunis Sablo
- Jason Bateman (VF : Benoît Du Pac) : Terry Maitland
- Marc Menchaca (VF : Romain Altché) : Jack Hoskins
- Cynthia Erivo (VF : Corinne Wellong) : Holly Gibney

### Acteurs secondaires
- Max Beesley (VF : Jérémie Bédrune) : Seale Bolton
- Derek Cecil (en) (VF : Antoine Nouel) : Andy Katcavage
- Summer Fontana (VF : Jennifer Fauveau) : Maya Maitland
- Scarlett Blum (VF : Clara Soares) : Jessa Maitland
- Frank Deal : Fred Peterson
- Dayna Beilenson : Mildred Patterson
- Hettienne Park (VF : Valérie Bachère) : Tamika Collins
- Michael Esper (VF : Benjamin Gasquet) : Kenneth Hayes
- Claire Bronson : Joy Peterson
- Michael H. Cole : Herbert Parker
- Marc Fajardo : Myron Lazar
- Margo Moorer (VF : Isabelle Leprince) : Libby Stanhope
- Duncan E. Clark : Frankie Peterson
- Joshua Whichard (VF : Loïc Hourcastagnou) : Ollie Peterson
- Wes Watson : Derek Anderson
- Diany Rodriguez : María Canales
- Suehyla El-Attar (VF : Nayéli Forest) : Angela Kelly
- Martin Bats Bradford : Heath Hofstadter
- Jakob Gruntfest : Merlin Cassidy
- Nicholas Pryor : Peter Maitland
- Genevieve Hudson-Price (VF : Sara Chambin) : Skye
- Susanna Guzman : Idilys Castro
- Drez Ryan : Tracey Powell
- Steve Witting : Herbert Zucker
- Carlos Navarro (en) : l’inspecteur Healy

 Source et légende : version française (VF) sur RS Doublage

## Production

### Développement
En juin 2018, la mini-série est annoncée par la société de production Media Rights Capital, Richard Price ayant été engagé pour adapter le roman du même nom de Stephen King. En décembre de la même année, HBO commande officiellement la série. L’acteur Ben Mendelsohn est engagé en tant qu’acteur principal et producteur. Jason Bateman est producteur exécutif et joue également dans la série.
Le 10 novembre 2020, HBO décide de ne pas renouveler la série.

### Attribution des rôles
En janvier 2019, la distribution est faite : Cynthia Erivo, Bill Camp, Mare Winningham, Paddy Considine, Julianne Nicholson, Yul Vazquez, Jeremy Bobb et Marc Menchaca sont engagés pour le rôle principal. Hettienne Park et Michael Esper ont leur rôle secondaire

### Tournage
Le tournage débute du février au juillet 2019 en Géorgie, précisément à Atlanta, à Stockbridge et à Winder, ainsi que dans le comté de Barrow.

### Fiche technique
Sauf indication contraire, les informations mentionnées dans cette section peuvent être confirmées par la base de données cinématographiques IMDb,  présente dans la section « Liens externes ».
- Titre original et français : The Outsider
- Titre québécois : L’Outsider
- Création : Richard Price
- Casting : Alexa L. Fogel
- Réalisation : Andrew Bernstein (3 épisodes), Jason Bateman (2 épisodes), Charlotte Brändström, J.D. Dillard, Karyn Kusama, Igor Martinovic et Daina Reid
- Scénario : Stephen King (10 épisodes), Richard Price (10 épisodes), Dennis Lehane (2 épisodes) et Jessie Nickson-Lopez, d’après le roman homonyme de Stephen King
- Musique : Daniel Bensi et Saunder Jurriaans
- Direction artistique : Austin Gorg, Justin O'Neal Miller et Jason Perrine
- Décors : Jeff Mann
- Costumes : Stephani Lewis
- Photographie : Rasmus Heise, Kevin McKnight, Igor Martinovic et Zak Mulligan
- Montage : Tad Dennis, Dorian Harris, Daniel James Scott et Leo Trombetta
- Production : David Auge, Ben Mendelsohn et Katharine Werner

Production déléguée : Jason Bateman, Jack Bender, Andrew Bernstein, Marty Bowen, Michael Costigan, Dennis Lehane et Richard Price
- Sociétés de production : Aggregate Films, Temple Hill Entertainment, Pieface Inc., Civic Center Media et Media Rights Capital
- Sociétés de distribution : HBO
- Pays d'origine :  États-Unis
- Langue originale : anglais
- Format : couleur - 16:9 HD - Dolby Digital
- Genres : drame criminel, énigme, horreur
- Nombre de saisons : 1
- Nombre d'épisodes : 10
- Durée : 50-60 minutes
- Dates de première diffusion :
  - États-Unis : 12 janvier 2020 sur HBO
  - France : 13 janvier 2020 sur OCS City[3]
  - Québec : 15 janvier 2020 sur Super Écran[4]

## Épisodes
1. Un coupable désigné (Fish in a Barrel)
2. Roanoke (Roanoke)
3. L'Oncle maléfique (Dark Uncle)
4. Que Viene el Coco (Que Viene el Coco)
5. Le Buveur de larmes (Tear-Drinker)
6. L'Histoire du vampire yiddish (The One About the Yiddish Vampire)
7. In the pines, in the pines (In the Pines, In the Pines)
8. Le Renard (Foxhead)
9. Des tigres et des ours (Tigers and Bears)
10. Devoir mais ne pas pouvoir (Must/Can't)